# Dhaurehra
Dhaurehra é uma cidade e uma nagar panchayat no distrito de Kheri, no estado indiano de Uttar Pradesh.

## Demografia
Segundo o censo de 2001, Dhaurehra tinha uma população de 18,882 habitantes. Os indivíduos do sexo masculino constituem 53% da população e os do sexo feminino 47%. Dhaurehra tem uma taxa de literacia de 28%, inferior à média nacional de 59.5%: a literacia no sexo masculino é de 34% e no sexo feminino é de 21%. Em Dhaurehra, 19% da população está abaixo dos 6 anos de idade.